# 藤本昌代
藤本 昌代（ふじもと まさよ、1960年ー　）は、同志社大学社会学部社会学科教授。専門分野は社会学、科学社会学、科学技術史。博士（社会学）

## 経歴
1982年武庫川女子大学文学部教育学科を卒業し、機械制御系システム設計者として約10年間従事。その後、1996年同志社大学文学研究科社会学専攻修了し、修士（社会学）(同志社大学)を取得。2001年同志社大学大学院文学研究科博士後期課程修了。
2001年3月31日、博士（社会学）(同志社大学)を得る(授与番号は甲第133号)。博士論文のテーマは「組織内プロフェッショナルの組織準拠性に関する研究 : ローカル・マキシマム概念による検討」
2001年に経済産業研究所ポスドクフェローに就任する。2002年同志社大学文学部社会学科社会学専攻専任講師となる。2004年から 2006年まで東北大学大学院工学研究科非常勤講師。2005年同志社大学社会学部社会学科助教授に就任する。2007年同大学准教授、2007年スタンフォード大学客員研究員。2011年同志社大学日本語・日本文化教育センター所長、2011年同志社大学社会学部社会学科教授に就任する。2013年フランス国立社会科学高等研究所（EHESS）客員教授2015年フランス国立社会科学高等研究所（EHESS）客員研究員。2021年10月同志社大学社会学部長。

## 業績
著書『専門職の転職構造―組織準拠性と移動』は研究者や技術者を事例にとりあげた専門職研究であり、専門職の自己評価、社会的評価が専門職の流動性に及ぼす影響を分析し、組織学会高宮賞が授与された。日本の専門職と組織の関係は、海外の専門職とは異なる傾向を持っているとして3つの仮設を設けて検証した。1つは企業理念との関係、2番目は日本型雇用慣行の影響、3つめは現在の立場からの移動可能性の大きさである。著書『産業集積地の継続と革新』は酒造地・京都伏見の伝統を守る力を丹念に調べ、職業人性と地域技術者ネットワークを考察している。

## 著書
- 『専門職の転職構造―組織準拠性と移動』文眞堂、2005年。ISBN 4830945125。

### 共著
- 『産業集積地の継続と革新―京都伏見酒造業への社会学的接近』河口充勇共著　文眞堂 2010
- 『欧州の教育・雇用制度と若者のキャリア形成 国境を越えた人材流動化と国際化への指針』山内麻理, 野田文香共編著. 白桃書房, 2019.11

## 受賞歴
- 2006年日本労務学会学術賞を受賞[7]。『専門職の転職構造 ―組織準拠性と移動―』による。
- 2006年組織学会高宮賞を受賞[8]。
- 2011年商工総合研究所 中小企業研究奨励賞（経済部門準賞）[9]。